# LOL
LOL または lol は、laugh(ing) out loud（大きな笑い声）またはlots of laughs（多くの笑い声）の頭字語であり、（特に英語圏で）よく使われるインターネットスラングの一つである。日本語における「（笑）」に相当する。元々はネットニュースで使われていた物であるが、後に他の形式のコンピュータを介したコミュニケーション(CMC)や対面のコミュニケーションでも用いられるようになった。
これは身体的な反応、特に笑い声を文章で表現するための数多くの頭字語の一つである。そのような頭字語には、LMAO（"laugh(ing) my ass off"の略）やLMFAO("laughing my fucking ass [arse] off"の略)、ROFL（または古い形のROTFL。"roll(ing) on the floor laughing"の略）のような、より笑い声を強調した表現もある。かつては、手紙において "lots of luck" や "lots of love" の略語として"lol"が使われたこともあるが、今ではほとんど使われていない。
頭字語のリストは「月ごとに成長」し、それらは、ネットニュース、IRC、およびその他の形式の（文字ベースの）コンピュータを介したコミュニケーションのユーザの間で非公式に流される俗語辞書に、顔文字などと共に収集される。これらの頭字語には議論の余地があり、何人かの著者は、一般に、あるいはビジネスコミュニケーションのような特定の状況において、使用しないことを推奨している。
LOLは、2011年3月に『オックスフォード英語辞典』で初めて文書化された。

## 批評
Laccetti（スティーブンス工科大学人文学部教授）とMolskiは、The Lost Art of Writing（書く技術の喪失）と題したエッセーで、この言葉を批判し、このようなスラングを使う学生の雇用機会の減少を予測して、「残念ながら、彼らの上司は、適切な句読点や文法に欠けている報告書を読んだり、数多くのスペルミスや、さまざまな構成の単語や、ばかげた頭字語を読んだときに、'lol'になることはない」と述べた。FondillerとNeroneは、スタイルマニュアルの中で、電子メールや出版物を書くかどうかにかかわらず、「プロフェッショナルやビジネスのコミュニケーションは、不注意や構成が不適切であっては決してならない」と主張し、顔文字や略語の使用に対して、「電子メールの俗語であり、ビジネスコミュニケーションにはふさわしくない」と警告している。
YunkerとBarryは、オンライン講座とポッドキャスティングを通してどのように改善できるかについての研究で、これらのスラングや顔文字について、学生が「しばしば誤解している」こと、その意味が前もって説明されていない限り「解読するのは難しい」ということを発見した。彼らは"ROFL"の例を挙げているが、これは明らかに"rolling on the floor laughing"という言葉の略語ではない。Haigは、LOLとBFN("bye for now")、IMHO("in my honest/humble opinion")を、インターネットスラングの最も人気のある頭字語として選んでいる。彼はインターネットスラングの様々なイニシャルを便利だと説明しているが、「あまり知られていない頭字語が出現するにつれ、混乱する可能性もある」と警告している。Bidgoliも同様に、これらの頭字語が「送信者のキーストロークを保持するが、（中略）受信者にとってはメッセージの理解をより困難にするかもしれない」「スラングは異なる意味を持ち、特に国際的な環境で誤解を招くことがある」と述べており、「他の人がその意味を知っているとあなたが確信しているときにのみ」使用することを勧めている。
Shortisは、ROFLは「文章にト書きのような注釈を付ける」手段であることを確認している。Hershockは、演技発話の文脈でこれらの用語を論じる際に、誰かに声を出して笑っていることを「伝える」ことと、実際に大声で笑っていることの違いを指摘する。「後者の応答は簡単な操作である。前者は行動の自己反射的な表現である。私は実際には笑っていないかもしれないが、ユーモアでのあなたの試みに対する感謝の意を伝えるために、'LOL'という言葉づかいを使用するかもしれない。」
デビッド・クリスタルは、スマイリーフェイスの使用が必ずしも本物ではないように、LOLの使用は必ずしも本物であるとは言えないとし、「'LOL'と送信するときに、何人の人々が実際に「大声で笑っている」('laughing out loud')のか?」と修辞的な疑問を投げかけている。Franziniは、LOLを書くときに実際に笑い声を出している人の割合を決定した研究はまだないと述べている。
ビクトリア・クラークは、telnetの話し手の分析で、人々がLOLを書くときには大文字であることが重要であり、「'LOL'と入力するユーザーは、'lol'と入力するユーザーよりも大きく笑っているかもしれない」と述べ、「これらの笑い声の標準的な表現は、過度の使用によって力を失っている」と述べている。Eganは、LOL、ROFL、およびその他の頭字語は、過度に使用されていない限り役立つものとして説明している。彼は、ビジネスコミュニケーションでの使用に対しては推奨していない。なぜなら、受信者がその意味を認識していない可能性があり、一般的には、それらの絵文字もそのような対応には（彼の視点で）適切ではないからである。June Hines Mooreもその意見を共有している。Lindsell-Robertsでも同様であり、ビジネスコミュニケーションでそれらを使用しないか、「さもなくば、LOLしていられなる(or you won't be LOL)」とアドバイスをしている。

## 受容
2011年3月24日、LOLは他の頭字語とともに『オックスフォード英語辞典』の改訂版で正式に採用された。彼らの研究では、"LOL"が頭字語として最初に使用されたのは、1960年代の"little old lady"の意味としてだったことが判明した。また、「笑い声を出す」という現代的な意味でのLOLの使用に関する最古の記録は、ネットニュースのアーカイブにあった、1980年にWayne Pearsonが入力したメッセージであることも発見した。
ガブリエラ・コールマンは、アノニマスに関する人類学的研究において、"lulz"が広く使われているとしている。
ナオミ・バロンによる2003年の大学生に対する調査では、コンピュータを介したコミュニケーション、特にインスタントメッセージにおけるこれらの頭字語の使用が、実際に期待したよりも「低かった」ことが分かった。学生は「略語、頭字語、絵文字をほとんど使用していない」。2,185回の送信のうち、使われた頭字語は合計で90語だった。そのうち76語は'LOL'だった。
LOL、ROFL、およびその他の頭字語は、コンピュータを介したコミュニケーションから対面のコミュニケーションに移行した。デヴィッド・クリスタルは、LOL、 ROFL 、その他の話し言葉の導入は15世紀のヨハネス・グーテンベルクの活字の発明の革命に匹敵するとし、これは過去5年で若者によって発明された「まったく新しい多様な言語」であり、「言語の範囲、表現力および言語の豊かさを拡張する」と述べている。しかし、Geoffrey K. Pullumは、たとえLOLやROFLのような表現が英語で一般的になったとしても、それの「言語に対する全面的な効果」は「まったく自明」であると主張している。

### 語彙形式
"lol"の過去形は"lolled"である。分詞は"lolling"である。

## バリエーション

### 他の言語での同様の表現
これらの変種のほとんどは、通常小文字で書かれる。
- mdr: エスペラント版。"multe da ridoj"（英語に直訳すると"lot of laughs"）の頭文字から。
- mdr: フランス語版。"mort de rire"（英語に直訳すると"died of laughter"）の頭文字から。ただし、多くのフランス人は"LOL"も使用している[34][35]。
- חחח/ההה: ヘブライ語版。ח という文字は'kh'と、 ה は 'h' と発音する。これらを繋げると（通常は3つ以上連続）、笑い声の"khakhakha"や"hahaha"となる（ヘブライ語の母音は一般には書かれない）。
- 555: タイ語版。タイ語の"5"は"ha"と発音し、3つ繋げると"hahaha"になる。
- asg: スウェーデン語版。「激しい笑い」を意味するasgarvの略語。
- g: デンマーク語版。「笑い」(laughing)を意味するgrinerの頭文字[36]。
- rs: ブラジル語版。動詞の「笑う」(laugh)の意味のrisosの頭文字"rs"が文字ベースのコミュニケーションで使用される。"rsrsrsrsrs"のように繰り返した場合は長い笑いや激しい笑いを意味する。また、笑い声をそのまま表現した"kkk"（通常は長く繰り返す）も良く使われる[37]。
- （笑）: 日本語版。「かっこわらい」または「わら」と読む。省略形として w が使用され、w を複数続けて書くのが一般的である[38]。(wwwと3回続けて書くと草とも読む)
- mkm: アフガニスタン版。ダリー語の"ma khanda mikonom"（「私は笑っている」(I am laughing.)の意）の頭文字。
- 哈哈哈/呵呵呵: 中国語版。大笑（[tɑ̂.ɕiɑ̂ʊ]）も使用されるが、インターネットにおいてもっと広く使われているのは、笑い声を表現した"哈哈哈"（ha ha ha、[xɑ́.xɑ́.xɑ́]）や"呵呵呵"（hē hē hē、[xɤ́.xɤ́.xɤ́]）である。
- ههههه: アラビア語版。アラビア文字で「ハ」または「ヘ」と読む"هـ"を繰り返した物。"هـ" はラテンアルファベットの"H"と等価である。文字数は不定。
- ㅋㅋ ("kk")/ㅎㅎ ("hh"): 韓国語版。ㅋは"k"の音を、ㅎは"h"の音を表す字母であり、どちらもそれらを複数繋げて笑い声を表す。母音も合わせて書いた場合は하하 "haha" 호호, "hoho"のようになる[39]。
- ha3: マレーシアにおけるLOLの変種。haを3回繰り返してhahahaと読むという意味。
- jajajá: スペイン語版。スペイン語で"j"は /x/ と発音する[40]。
- jejeje: フィリピンで"hehehe"を表すのに用いられる。フィリピンの諸言語で"j"は /h/ と発音する（これはスペイン語の /x/ から派生したものである）。その起源はSMS言語（英語版）に遡ることができる。ジェジェモン（英語版）として知られているフィリピンの若者のサブカルチャーで広く使用されている[41][42]。
- kkkkkk: アフリカの角で話されているソマリ語、アムハラ語やその他のアフロ・アジア語族において、"k"の繰り返しがLOLの意味で使用される。
- wkwkwk: インドネシア語版。

インターネットや電子メールが使用される以前より、モールス符号で笑い声を表現するときは"HIHI"と打鍵した。モールス符号では「.... .. .... ..」（短点が4つ・2つ・4つ・2つ）となり、この音がくすくす笑いを表現するものと考えられていた。